# Équipe de Belgique de football en 2021
Maillots
Chronologie
Saison précédente Saison suivante
L'équipe de Belgique de football entame en 2021 la phase éliminatoire de la Coupe du monde 2022, participe à la phase finale de l'Euro 2020, la deuxième consécutive, et dispute la phase finale de la Ligue des nations.

## Objectifs
L'objectif principal de cette année 2021 est d'atteindre la finale du Championnat d'Europe, 40 ans après la finale perdue en 1980, avec l'ambition de gagner le titre. L'objectif minimum fixé par la fédération est une demi-finale. Tenter de remporter la Ligue des nations mais aussi se qualifier pour la Coupe du monde qui se dispute au Qatar l'année suivante sont également des objectifs.

## Résumé de la saison
Cette année, l'équipe belge fait face à un programme chargé : elle entame la phase éliminatoire de la Coupe du monde 2022, participe à la phase finale de l'Euro 2020 et dispute la phase finale de la Ligue des nations. À l'occasion du premier rassemblement de l'année, Roberto Martínez sélectionne pas moins de 33 joueurs pour les trois rencontres de qualifications pour le Qatar. Du côté des absents, on compte Axel Witsel, blessé au tendon d'Achille, et Eden Hazard, toujours taraudé par les blessures au Real Madrid, alors que deux petits nouveaux font leur première apparition, Albert Sambi Lokonga et Orel Mangala, bien que ceux-ci soient aussi légèrement indisposés. Vu que la République tchèque est alors particulièrement touchée par la pandémie de Covid-19, les clubs de Bundesliga ne sont pas favorables à ce que les joueurs évoluant en Allemagne s'y rendent, ce qui pourrait avoir comme conséquence que certains Diables Rouges se voient obligés de faire l'impasse sur le troisième duel. Romelu Lukaku, incertain après que quatre coéquipiers de l'Inter Milan aient été testés positifs au coronavirus, est finalement autorisé à rejoindre la Belgique le lundi 22 mars alors qu'Orel Mangala, qui n'a pas été jugé suffisamment apte, quitte le groupe.

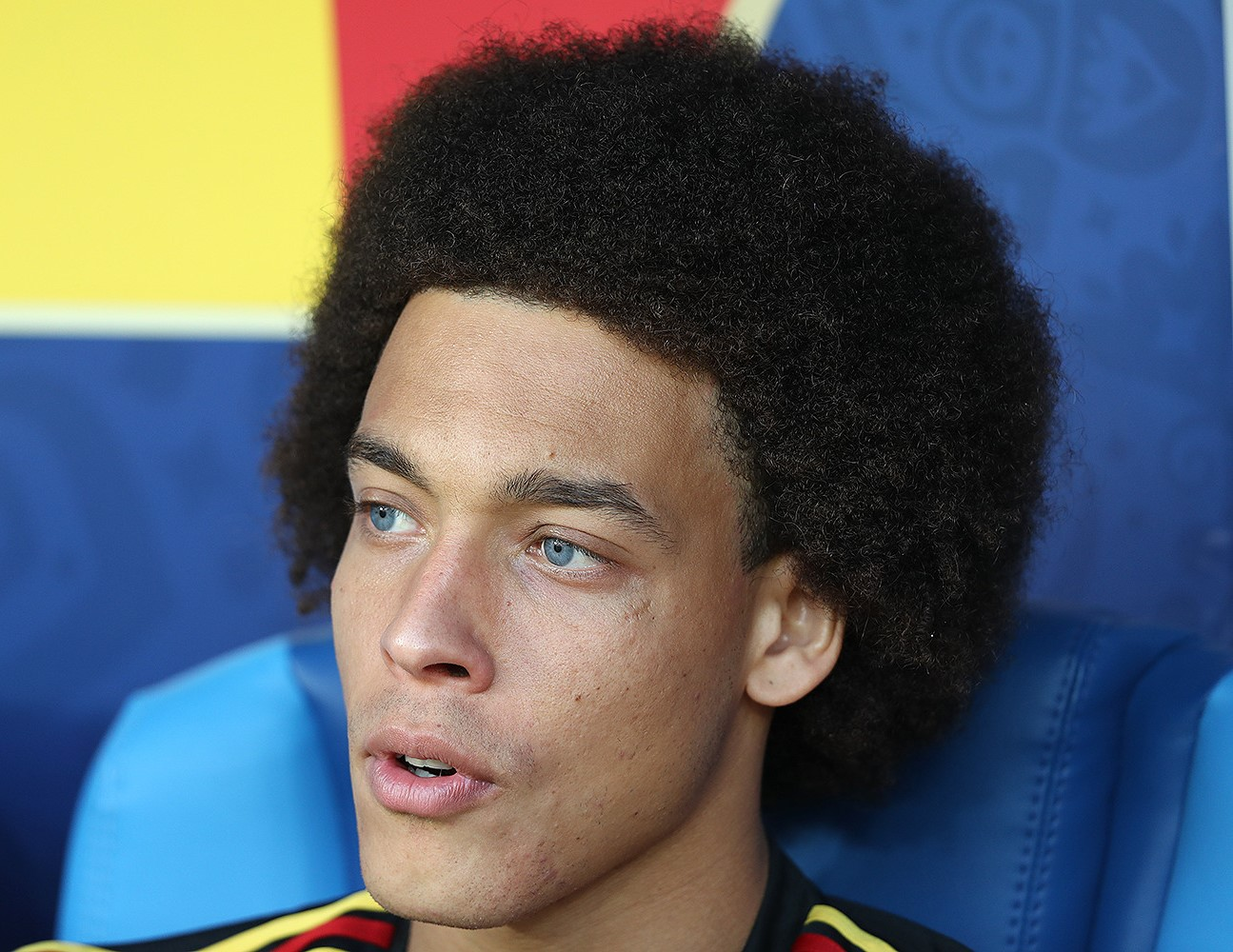
Axel Witsel, pilier de l'entrejeu, est écarté des terrains pendant 6 mois à la suite d'une rupture du tendon d'Achille.

Alignant deux victoires, face au pays de Galles (3-1) et à la Biélorussie (8-0), ainsi qu'un partage en Tchéquie (1-1), l'équipe belge prend d'emblée la tête de son groupe qualificatif. Alors que la rencontre face aux Gallois revêt un parfum de revanche après l'élimination en quarts de finale de l'Euro 2016, les Belges se font surprendre dès l'entame de la partie avant de revenir, puis prendre l'avantage avant la demi-heure et sceller le score à vingt minutes du terme. Comme attendu, le déplacement à Prague trois jours plus tard se fait sans les « germains » Thorgan Hazard, Koen Casteels et Thomas Meunier, règles sanitaires obligent, mais à ces absents s'ajoutent également Yannick Carrasco et Thomas Vermaelen, légèrement touchés face au pays de Galles. Si le premier devrait être en principe en mesure de reprendre sa place dans l'effectif lors du dernier face-à-face, Thomas Vermaelen retourne lui au Japon, officiellement pour raisons sanitaires. Bousculés, les joueurs belges doivent se contenter d'un partage face à des Tchèques qui se profilent clairement comme leur adversaire principal dans la course à la qualification. À nouveau menés au score dans une partie très disputée ou chacune des deux équipes aurait pu prétendre à la victoire au vu des occasions de but de part et d'autre, les Diables Rouges finissent par égaliser à l'heure de jeu par l'inévitable Romelu Lukaku qui inscrit son 59e but en sélection. Roberto Martínez, qui constate avec soulagement l'arrêt de l'hémorragie des absents, avait promis d'injecter du sang neuf à l'occasion de la première rencontre officielle entre la Belgique et la Biélorussie, il tient parole en effectuant au total huit changements dans l'équipe, ne conservant que sa ligne défensive. Supérieure dans tous les compartiments du jeu, l'équipe belge fondamentalement remaniée affole les compteurs et s'impose très largement face à la 88e nation au classement mondial de la FIFA. Hans Vanaken, Leandro Trossard et Dennis Praet en profitent tous les trois pour inscrire leurs premiers buts en sélection.
Peu après ce premier triptyque de rencontres qualificatives, la fédération belge annonce deux rencontres amicales pour préparer l'Euro, face à la Grèce, le jeudi 3 juin, et contre la Croatie, le dimanche 6 juin, qui devraient se dérouler cette fois au stade Roi Baudouin et, peut-être, saluer le retour du public, dépendant de l'évolution de la situation sanitaire.
Le 17 mai, Roberto Martínez annonce sa sélection de 26 joueurs pour l'Euro, l'UEFA ayant en effet officialisé au début du mois l'élargissement des listes de joueurs retenus de 23 à 26 afin d'atténuer les conséquences d'éventuelles contaminations au coronavirus. Une sélection sans réelle surprise, si ce n'est Matz Sels, dont la présence s'explique par le forfait de Koen Casteels qui doit subir une intervention chirurgicale à l'issue de la saison, Hans Vanaken et Jérémy Doku qui, s'ils participent à leur premier grand tournoi, font toutefois partie du groupe élargi depuis longtemps. La seule interrogation qu'évoquent les choix du sélectionneur espagnol est l'état de forme du taulier Axel Witsel, opéré pour une rupture d'un tendon d'Achille en janvier et qui n'apporte aucune garantie d'être apte à temps mais Martínez se veut confiant et se repose, en cas de défection, sur une liste de onze réservistes, parmi lesquels figure Bryan Heynen récompensé pour sa remarquable saison avec le KRC Genk. Un moment évoqué pour pallier l'absence potentielle d'Axel Witsel, Marouane Fellaini ne sortira pas de sa retraite internationale et ne fait pas partie des appelés, ni des réserves.
Fin mai, la fédération belge officialise le retour de Thierry Henry dans le staff de l'équipe nationale. Déjà assistant de Martínez entre 2016 et 2018, il réintègre l'encadrement afin d'apporter toute son expérience et son vécu de compétiteur au groupe des joueurs et de tenter de couronner avec succès une histoire inachevée lors du Mondial russe.
Les Belges jouent ensuite leur deux parties amicales de préparation à domicile contre la Grèce (1-1) et face à la Croatie (1-0), avec de fortunes diverses. Pour le premier duel, les Diables Rouges retrouvent « leur » stade Roi Baudouin après huit mois d'exil mais toutefois sans supporters, le huis clos est en effet encore de mise malgré de multiples appels du pied de la fédération aux autorités nationales. La première sortie n'est pas très convaincante et la Belgique ne parvient pas à s'imposer devant des Grecs entreprenants offensivement et solides en défense. Si cette fois les joueurs belges ouvrent la marque par Thorgan Hazard, à la suite d'un joli une-deux avec Yannick Carrasco, ils se font rejoindre peu après l'heure de jeu sur phase arrêtée, confirmant ainsi la nécessité de peaufiner de nombreux détails, notamment défensifs, avant d'entamer le tournoi européen. Le seul fait de match à retenir de la partie est la montée au jeu de Matz Sels pour Simon Mignolet dans les derniers instants de la rencontre, qui fête ainsi sa première cape. Face à la Croatie, finaliste de la dernière Coupe du monde, l'équipe belge se rassure et s'impose en retrouvant son allant offensif et sa maîtrise tout en conservant ses filets inviolés grâce, entre autres, aux retours conjugués de Thibaut Courtois et Jan Vertonghen. Invités par la fédération, quelques dizaines d'enfants autistes assistent, dans une arène dénuée de tout autre spectateur, à une partie où les meilleures occasions sont belges malgré une possession de balle largement à l'avantage des Croates, dirigés par leur virtuose de capitaine, Luka Modrić, auteur de plusieurs gestes techniques de grande classe. Peu avant le terme, le score aurait pu évoluer dans les deux sens, les Diables Rouges sont à deux doigts de doubler la marque par Romelu Lukaku avant que Thibaut Courtois ne sorte avec brio une reprise de Josip Brekalo. La Belgique est ainsi prête à s'en aller disputer la phase finale de l'Euro où l'objectif minimum fixé par la fédération est une demi-finale.

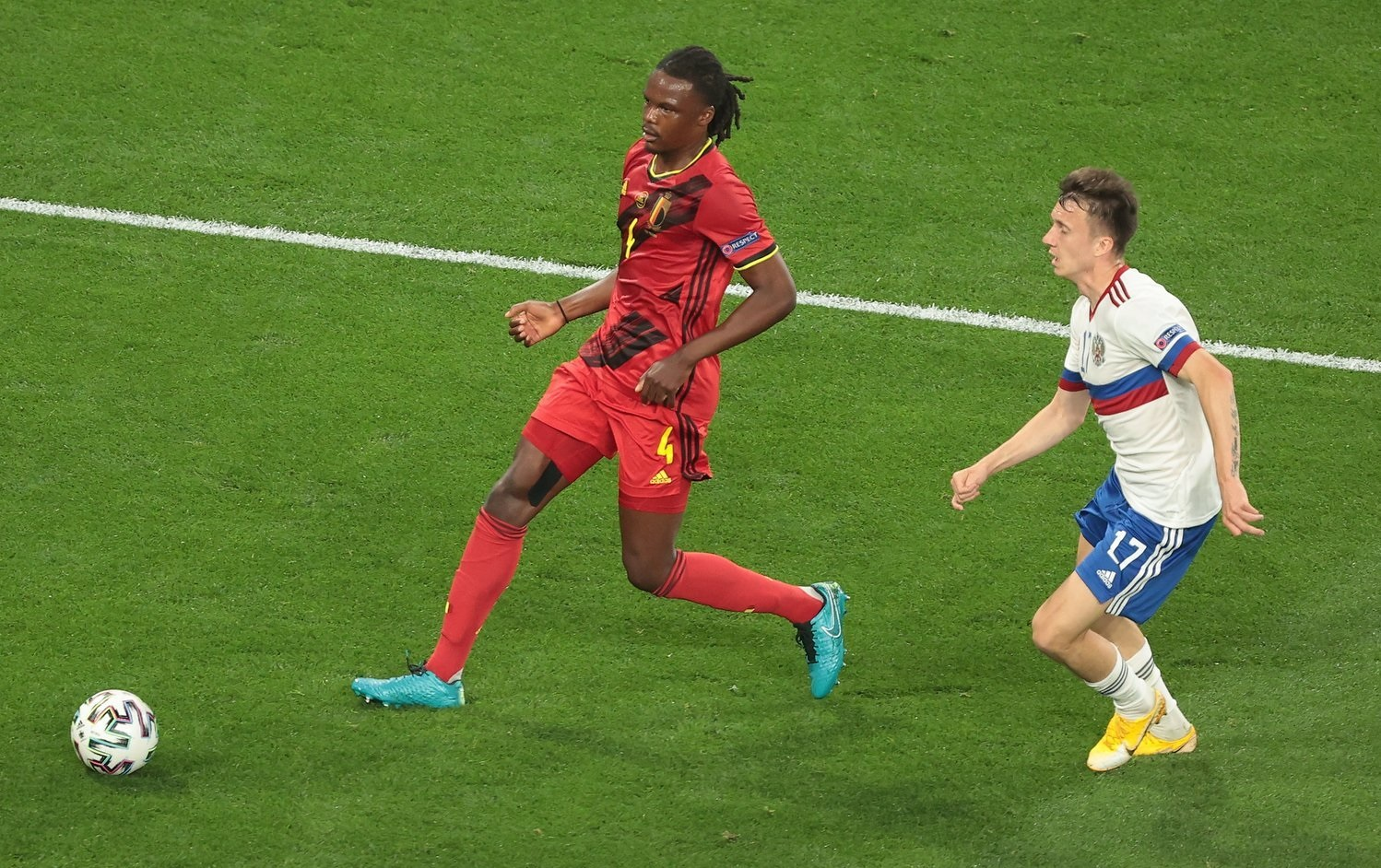
Dedryck Boyata (à gauche) et Aleksandr Golovine lors de Belgique-Russie (3-0), le 12 juin 2021-, à l'Euro 2020.

L'équipe belge réussit parfaitement son entrée en matière et initie son tournoi par une victoire aisée face à la Russie (3-0). Lancée sur les rails par Romelu Lukaku dès la 10e minute, qui dédie son but à son coéquipier de club Christian Eriksen, victime d'un arrêt cardiaque lors du match qui opposait le Danemark à la Finlande plus tôt dans la journée, la Belgique n'est jamais inquiétée et double la mise par Thomas Meunier, monté au jeu remplacement de Timothy Castagne victime d'une fracture de la pommette et qui doit déclarer forfait pour la suite de la compétition, avant de sceller le score via Lukaku qui signe son 17e (!) doublé en sélection et prend d'emblée la tête du classement des buteurs de l'Euro, 
Les Danois, galvanisés par le malheur de leur maître à jouer, dans un Parken Stadium de Copenhague entièrement acquis à la cause de ses protégés, débutent pied au plancher la deuxième rencontre des deux équipes respectives. Les Belges sont pris à la gorge et Jason Denayer, titularisé à la place de Dedryck Boyata, pourtant auteur d'une prestation aboutie face aux Russes, permet à Yussuf Poulsen de porter le Danemark aux commandes dès la 2e minute à la suite d'une relance malheureuse dans l'axe. Imprécise et fébrile, toute la formation belge est à l'image de son défenseur central, peinant à s'installer dans la rencontre et c'est un petit miracle lorsqu'elle rejoint les vestiaires sans que l'avance des Danish Dynamites ne soit aggravée. Martínez fait alors entrer ses « revalidants », d'abord Kevin De Bruyne à la mi-temps, puis Eden Hazard et Axel Witsel à l'heure de jeu, et l'impact est décisif : De Bruyne est à la fois passeur et buteur pour permettre aux Belges de revenir au score puis de prendre les devants ; l'aîné des frères Hazard apporte le danger là où Lukaku fut muselé toute la première période par Simon Kjær, capitaine courage et acteur majeur dans la réanimation rapide d'Eriksen lors du match précédent ; et Axel Witsel, de retour cinq mois à peine après sa grave blessure, permet à l'entrejeu noir-jaune-rouge de retrouver une certaine sérennité. Refusant d'abdiquer, les joueurs danois tentent une dernière série d'offensives mais les Diables Rouges assurent leur victoire et la qualification pour les huitièmes de finale (2-1).
La Belgique ponctue ensuite un parcours parfait face à la Finlande (2-0) et termine en tête de sa poule en signant un 9 points sur 9 pour la troisième fois sur les quatre dernières grandes compétitions. C'est une formation largement remaniée qui se présente au coup d'envoi avec Eden Hazard, Kevin De Bruyne et Axel Witsel comme titulaires pour la première fois après leurs différents soucis physiques respectifs. Le retour de ces trois valeurs sûres a d'ailleurs largement contribué à la physionomie de la rencontre, entièrement à l'avantage de Belges qui auraient pu alourdir le score si le portier finlandais, Lukáš Hrádecký, n'avait été l'auteur d'une belle performance, malgré un but contre son camp sur un infortuné rebond lors de l'ouverture du score à la 74e minute. Romelu Lukaku entérine le résultat moins de dix minutes plus tard sur une nouvelle passe décisive de De Bruyne avant de céder sa place à Christian Benteke qui dispute ses premières minutes d'un grand tournoi depuis le quart de finale malheureux de l'Euro 2016.
Cette position enviable de vainqueur de groupe ne favorise toutefois pas les Diables Rouges qui font face au Portugal lors des huitièmes de finale. Tenants du titre, troisièmes du « groupe de la mort » comptant les deux derniers champions du monde en titre, l'Allemagne et la France, et cités parmi les favoris à la victoire finale, les Lusitaniens font en effet figure d'épouvantail. Les Belges s'imposent néanmoins (1-0) dans une partie tendue et physique grâce à une très belle réalisation de Thorgan Hazard juste avant le repos mais perdent, coup sur coup, Kevin De Bruyne et leur capitaine Eden Hazard sur blessure dans l'aventure en seconde période. Blessé au genou lors de l'échauffement du match, Simon Mignolet quitte le groupe le lendemain et est remplacé dans le noyau par Thomas Kaminski, comme le permet le règlement de l'UEFA : « Les nouvelles dispositions autoriseront aussi le remplacement des gardiens avant chaque match du tournoi en cas d’incapacité physique, même si un ou deux gardiens de la liste de joueurs sont encore disponibles. ».

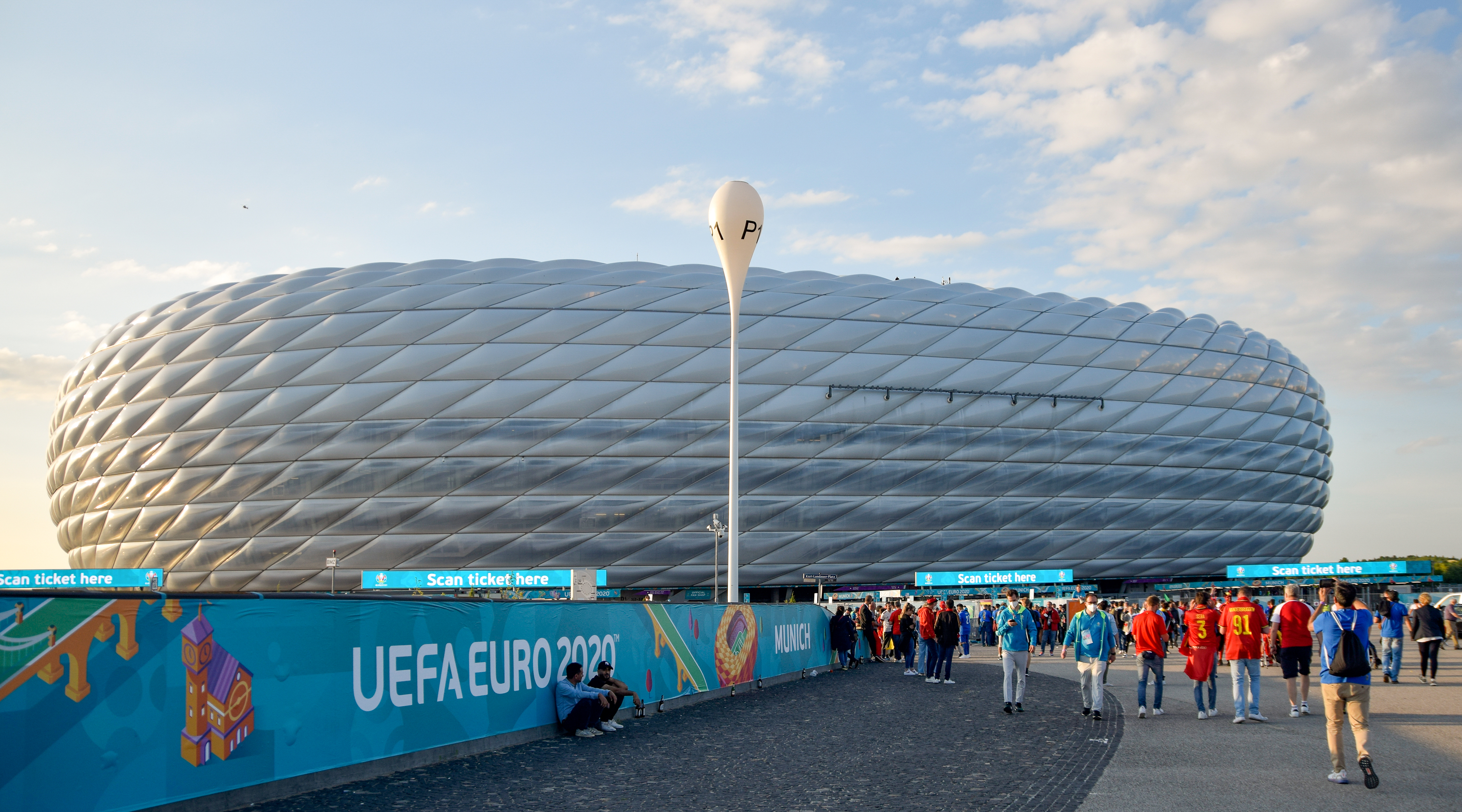
Des supporters des deux camps en route vers l'Allianz Arena, théâtre du quart de finale de l'Euro 2020, Belgique-Italie (1-2), le 2 juillet 2021-, à Munich.

L'Italie, en pleine reconstruction, révélation et futur vainqueur du tournoi, se dresse ensuite sur la route de la Belgique au stade des quarts de finale. Les Azzuri sont des adversaires récurrents des joueurs belges dans le cadre du Championnat d'Europe, c'est en effet la 6e fois que les deux nations s'y retrouvent opposées et les deux dernières confrontations lors des Euros de 2000 et 2016 ont tourné à l'avantage des italiens. Il n'en sera pas autrement cette fois, orpheline d'Eden Hazard mais avec Kevin De Bruyne, néanmoins diminué, la Belgique est défaite logiquement (2-1) car, manquant de tranchant sur le plan offensif malgré quelques belles opportunités et une excellente prestation de son ailier feu follet Jérémy Doku, elle ne trouve l'ouverture qu'à une seule reprise sur coup de pied de réparation. Au vu des ambitions initiales de la fédération et des joueurs, ce résultat est synonyme d'échec mais il faut bien reconnaître que la Belgique ne s'est pas présentée munie de toutes ses armes : une multitude de blessures et le manque de rythme ou la méforme, notamment parmi les éléments incontournables, alliés à une longueur de banc insuffisante n'ont pas permis à l'équipe de développer le jeu qui avait attiré la sympathie du monde entier lors du Mondial russe.
Après la trêve estivale, et selon la réorganisation du calendrier décidée par l'UEFA l'année précédente à la suite du déplacement de l'Euro de 2020 à 2021, c'est un second triptyque de rencontres qualificatives pour la Coupe du monde qui attend les Diables Rouges. Martínez convoque dès lors 31 joueurs, dont il assure qu'aucun ne disputera l'entièreté des 270 minutes, parmi lesquels des membres du groupe élargi qui ne comptent pas encore beaucoup de sélections ou qui n'ont plus été appelés depuis un moment et ce pour faire face, une nouvelle fois, à de multiples absences : Thomas Vermaelen ne peut quitter le Japon, la période des Jeux olympiques coïncidant avec une nouvelle vague de contaminations au coronavirus dans le pays ; Dries Mertens, Nacer Chadli, Kevin De Bruyne et Jérémy Doku sont pour leur part blessés ; et Simon Mignolet et Hendrik Van Crombrugge sont encore en revalidation. Parmi les revenants, l'on peut noter Koen Casteels, opéré durant l'été, et Thomas Kaminski chez les gardiens ; en défense, Hannes Delcroix, grâce à un bon début de saison au Sporting d'Anderlecht mais qui doit malheureusement renoncer par la suite à cause d'une blessure au genou, et Zinho Vanheusden, qui retrouve du temps de jeu du côté de la Genoa CFC, prêté par l'Inter Milan ; Thomas Foket et Alexis Saelemaekers sur les flancs ; Albert Sambi Lokonga au cœur du jeu et, dans le secteur offensif, Dodi Lukebakio, annoncé récemment en prêt du côté de VfL Wolfsburg où il rejoint une véritable colonie belge, qui est probablement le joueur qui bénéficie le plus des blessures de nombreux attaquants pour réintégrer la sélection car, après avoir satisfait le sélectionneur catalan face à la Suisse en novembre l'année précédente, il a, selon l'Espagnol, ensuite manqué de régularité dans sa saison. Charles De Ketelaere et Yari Verschaeren évoluent quant à eux d'abord avec les Espoirs avant de se joindre au groupe pour le dernier match face à la Biélorussie. Lors du rassemblement à Tubize, Thorgan Hazard est jugé inapte par le staff médical et quitte l'équipe, taraudé par des soucis à la cheville.
Le duel face à l'Estonie (2-5) se révèle une formalité car, si les Baltes ouvrent la marque très rapidement, l'équipe belge déroule ensuite en multipliant les offensives et, malgré la réduction de l'écart par Erik Sorga à dix minutes du terme, s'impose largement. La Tchéquie vient ensuite en visite dans un stade Roi Baudouin qui retrouve son public mais l'adversaire principal des Belges dans ces qualifications peine à reproduire la qualité démontrée lors du match aller et s'incline (3-0) dans une partie où Hans Vanaken se montre enfin aussi décisif qu'au Club de Bruges avec deux passes décisives, dont une pour Romelu Lukaku qui fête sa 100e sélection. À l'issue du match, la Belgique compte six unités de plus que son adversaire du soir mais perd Jan Vertonghen et Romelu Lukaku, tous les deux avertis, et qui sont dès lors suspendus pour la prochaine rencontre. Thibaut Courtois, gêné par son tendon d'Achille, et Thomas Meunier, insuffisamment rétabli, ne sont pas non plus du voyage à Kazan car, si cette rencontre était censée se dérouler à Minsk, la situation politique a poussé l'UEFA à délocaliser en Russie deux des matchs de la Biélorussie, les équipes de l'Union européenne et du Royaume-Uni ne pouvant se rendre en Biélorussie par avion à cette époque en raison de sanctions imposées par leurs gouvernements respectifs. La liste des forfaits s'allonge encore de Yannick Carrasco et Axel Witsel à la veille de la rencontre tant et si bien que c'est avec une équipe largement remaniée que les Diables Rouges se présentent au coup d'envoi. Une équipe à la fois, selon les sources, fraîche, expérimentale ou faite « de bric et de broc » qui assure le service minimum (0-1) malgré une domination outrancière mais manquant toutefois d'un peu de folie et d'insouciance. Ces trois victoires permettent néanmoins aux Diables Rouges d'entrevoir la qualification pour le Qatar avec sérénité et de faire le plein de confiance en vue du Final Four de la Ligue des nations.
Roberto Martínez dévoile sa sélection de 24 joueurs pour ce carré final le 1er octobre, sans surprise celle-ci est orpheline de Jérémy Doku et Dennis Praet, blessés, de Dries Mertens et Zinho Vanheusden, convalescents, et de Thomas Vermaelen, toujours bloqué au Japon et, parmi les plus jeunes, on note les présences de Charles De Ketelaere, Hans Vanaken, Dodi Lukebakio et Alexis Saelemaekers, déjà sélectionnés lors du dernier rassemblement. Blessé avec Dortmund en championnat le week-end suivant l'annonce de la liste, Thomas Meunier est remplacé dans le groupe par Thomas Foket. Deux jours plus tard, c'est le jeune défenseur Arthur Theate, impressionnant avec les Espoirs et dans son nouveau club de Bologne, qui rejoint la sélection pour remplacer numériquement Thorgan Hazard qui, jugé trop court, ne fait finalement pas partie du voyage, et pour renforcer la défense centrale où Martínez n'avait au départ désigné que quatre joueurs : Toby Alderweireld, Jan Vertonghen, Dedryck Boyata et Jason Denayer.
- Quatre des jeunes joueurs appelés sans doute à succéder à la « génération dorée », à l'échauffement avant la rencontre de Ligue des nations face à l'Italie, le 10 octobre à Turin.

Quatre des jeunes joueurs appelés sans doute à succéder à la « génération dorée », à l'échauffement avant la rencontre de Ligue des nations face à l'Italie, le 10 octobre 2021- à Turin.
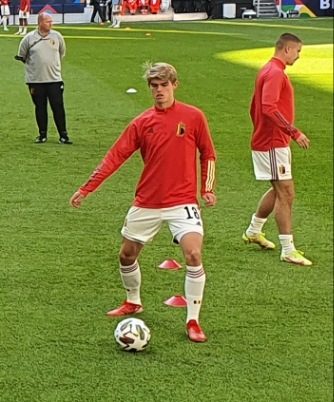
Charles De Ketelaere
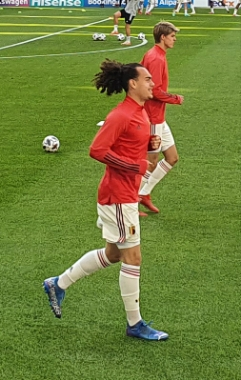
Arthur Theate
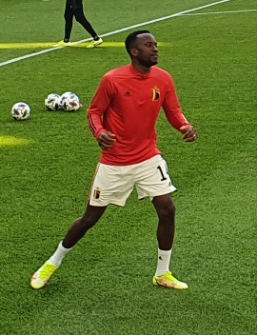
Dodi Lukebakio
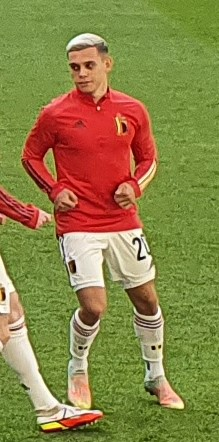
Leandro Trossard

La première rencontre en demi-finales face à la France est synonyme de revanche pour les Belges, après la demi-finale perdue en 2018 en Russie, et ceux-ci mènent au repos (2-0) après un match quasi parfait en première mi-temps. Au retour des vestiaires, la partie va prendre une tout autre tournure, un but de Karim Benzema redonne l'espoir aux Bleus qui reprennent les commandes du match, inscrivent un deuxième but peu après l'heure de jeu et finissent par s'imposer (2-3) à l'ultime minute. Un scénario qui n'est pas sans rappeler le retournement de situation incroyable opéré par les Belges face au Japon lors de cette même Coupe du monde 2018. La Belgique retrouve ensuite l'Italie pour la troisième place avec la possibilité d'effacer l'élimination précoce lors de l'Euro mais c'est une équipe meurtrie et amputée de titulaires importants, notamment Eden Hazard et Romelu Lukaku, qui s'incline à nouveau (1-2) face aux champions d'Europe Azzuri.
La volonté affichée par certains, dont Romelu Lukaku, d'absolument remporter ce trophée alliée à la déception profonde de s'être incliné une nouvelle fois face aux Français au même stade des demi-finales fait pleuvoir les critiques sur le sélectionneur et remettent en cause sa position et ses choix en vue de la Coupe du monde au Qatar. Les Diables Rouges peuvent toutefois se consoler en se disant qu'ils ont été éliminés pour la troisième fois consécutive par les futurs vainqueurs de la compétition.
Les Belges doivent digérer cet échec rapidement car il leur reste encore à valider leur ticket pour le Qatar à l'occasion d'un ultime diptyque, face à l'Estonie et au pays de Galles en novembre. Fidèle à son habitude, le stratège catalan et sélectionneur national convoque un large groupe de 29 joueurs parmi lesquels deux nouveaux font leur apparition, Dante Vanzeir et Wout Faes, ainsi qu'un joueur « oublié » lors des derniers rassemblement, Divock Origi, appelé à compenser, en compagnie de Christian Benteke, les absences conjuguées de Romelu Lukaku et Michy Batshuayi, tous deux blessés. Youri Tielemans doit lui déclarer forfait, souffrant d'une blessure à la cheville et au mollet, tout comme Toby Alderweireld qui n'a pas récupéré suffisamment d'une blessure encourue avec son club d'Al-Duhail. Grâce à une victoire éclatante face aux Baltes (3-1),, alors qu'un partage leur suffisait, dans un match parfaitement maîtrisé et dont le score final ne reflète pas leur domination, les joueurs belges confirment leur participation à un cinquième tournoi de rang, une performance historique pour le pays. Un dernier partage insignifiant dans les faits face aux Gallois (1-1), leur bête noire, avec une équipe à deux visages largement remaniée, qui aura permis à Martínez de déjà faire quelques essais, conclut le parcours qualificatif de la Belgique qui finit en tête de son groupe en comptant cinq points d'avance sur son dauphin, leur adversaire du soir, et une différence de buts largement positive.
L'année se clôture par le tirage au sort de la Ligue des nations 2022-2023, le 16 décembre à 18 h (heure locale) à Nyon, au siège de l'UEFA. Les Diables Rouges sont versés dans le groupe 4 de la ligue A en compagnie des Pays-Bas, de la Pologne et du pays de Galles. La première rencontre opposera la Belgique aux Pays-Bas, le 3 juin 2022.

## Bilan de l'année
L'objectif principal est un échec, la Belgique est éliminée en quarts de finale de l'Euro 2020 par l'Italie (1-2) après avoir toutefois sorti les tenants du titre (1-0), le Portugal, en huitièmes de finale. Les Diables Rouges passent ensuite complètement à côté de leur sujet lors du Final Four de la Ligue des nations et s'inclinent par deux fois face à la France (2-3) et l'Italie (1-2) pour terminer quatrièmes alors que certains cadors de l'équipe, dont Romelu Lukaku, avaient clairement affiché leur volonté de remporter ce trophée. La qualification pour le Qatar est quant à elle définitivement acquise le 13 novembre après une victoire (3-1) sur l'Estonie pour permettre aux Belges d'accéder à leur 14e phase finale de Coupe du monde, soit le 5e tournoi de rang, une première dans leur histoire. Le tirage au sort de celle-ci aura lieu le 1er avril 2022 à Doha. D'autre part, malgré une partage au pays de Galles (1-1) en fin de parcours des éliminatoires de la Coupe du monde pour leur dernière rencontre de l'année, la Belgique est assurée de terminer en tête du classement de la FIFA pour la 4e année consécutive.

### Championnat d'Europe 2020

#### Phase de groupes (Groupe B)
| v · m | Équipe   | Pts | J | G | N | P | Bp | Bc | Diff |
| ----- | -------- | --- | - | - | - | - | -- | -- | ---- |
| 1     | Belgique | 9   | 3 | 3 | 0 | 0 | 7  | 1  | +6   |
| 2     | Danemark | 3   | 3 | 1 | 0 | 2 | 5  | 4  | +1   |
| 3     | Finlande | 3   | 3 | 1 | 0 | 2 | 1  | 3  | -2   |
| 4     | Russie   | 3   | 3 | 1 | 0 | 2 | 2  | 7  | -5   |

     Équipes directement qualifiées ;      Équipe qualifiée en tant que meilleure 3e ; Pts : points ; J : matchs joués ; G : matchs gagnés ; N : matchs nuls ; P : matchs perdus ;

Bp : buts pour ; Bc : buts contre ; Diff : différence de buts.

#### Phase à élimination directe
|  | Huitièmes de finale                          | Huitièmes de finale                               |            |         | Quarts de finale                       | Quarts de finale                       |  |  | Demi-finales                               | Demi-finales                               |  |  | Finale                                      | Finale                                      |
|  | Huitièmes de finale                          | Huitièmes de finale                               |            |         | Quarts de finale                       | Quarts de finale                       |  |  | Demi-finales                               | Demi-finales                               |  |  | Finale                                      | Finale                                      |
|  |                                              |                                                   |            |         |                                        |                                        |  |  |                                            |                                            |  |  |                                             |                                             |
|  | 27 juin 2021 - Stade La Cartuja, Séville     | 27 juin 2021 - Stade La Cartuja, Séville          |            |         | 2 juillet 2021 - Allianz Arena, Munich | 2 juillet 2021 - Allianz Arena, Munich |  |  | 6 juillet 2021 - Stade de Wembley, Londres | 6 juillet 2021 - Stade de Wembley, Londres |  |  | 11 juillet 2021 - Stade de Wembley, Londres | 11 juillet 2021 - Stade de Wembley, Londres |
|  | 27 juin 2021 - Stade La Cartuja, Séville     | 27 juin 2021 - Stade La Cartuja, Séville          |            |         | 2 juillet 2021 - Allianz Arena, Munich | 2 juillet 2021 - Allianz Arena, Munich |  |  | 6 juillet 2021 - Stade de Wembley, Londres | 6 juillet 2021 - Stade de Wembley, Londres |  |  | 11 juillet 2021 - Stade de Wembley, Londres | 11 juillet 2021 - Stade de Wembley, Londres |
|  | Belgique                                     | 1                                                 |            |         | 2 juillet 2021 - Allianz Arena, Munich | 2 juillet 2021 - Allianz Arena, Munich |  |  | 6 juillet 2021 - Stade de Wembley, Londres | 6 juillet 2021 - Stade de Wembley, Londres |  |  | 11 juillet 2021 - Stade de Wembley, Londres | 11 juillet 2021 - Stade de Wembley, Londres |
|  | Belgique                                     | 1                                                 |            |         | 2 juillet 2021 - Allianz Arena, Munich | 2 juillet 2021 - Allianz Arena, Munich |  |  | 6 juillet 2021 - Stade de Wembley, Londres | 6 juillet 2021 - Stade de Wembley, Londres |  |  | 11 juillet 2021 - Stade de Wembley, Londres | 11 juillet 2021 - Stade de Wembley, Londres |
|  | Portugal                                     | 0                                                 |            |         | 2 juillet 2021 - Allianz Arena, Munich | 2 juillet 2021 - Allianz Arena, Munich |  |  | 6 juillet 2021 - Stade de Wembley, Londres | 6 juillet 2021 - Stade de Wembley, Londres |  |  | 11 juillet 2021 - Stade de Wembley, Londres | 11 juillet 2021 - Stade de Wembley, Londres |
|  | Portugal                                     | 0                                                 | Belgique   | 1       |                                        |                                        |  |  | 6 juillet 2021 - Stade de Wembley, Londres | 6 juillet 2021 - Stade de Wembley, Londres |  |  | 11 juillet 2021 - Stade de Wembley, Londres | 11 juillet 2021 - Stade de Wembley, Londres |
|  | 26 juin 2021 - Stade de Wembley, Londres     |                                                   | Belgique   | 1       |                                        |                                        |  |  | 6 juillet 2021 - Stade de Wembley, Londres | 6 juillet 2021 - Stade de Wembley, Londres |  |  | 11 juillet 2021 - Stade de Wembley, Londres | 11 juillet 2021 - Stade de Wembley, Londres |
|  |                                              | Italie                                            | 2          |         |                                        |                                        |  |  | 6 juillet 2021 - Stade de Wembley, Londres | 6 juillet 2021 - Stade de Wembley, Londres |  |  | 11 juillet 2021 - Stade de Wembley, Londres | 11 juillet 2021 - Stade de Wembley, Londres |
|  | Italie                                       | Italie                                            | 2          | 2 ap    |                                        |                                        |  |  | 6 juillet 2021 - Stade de Wembley, Londres | 6 juillet 2021 - Stade de Wembley, Londres |  |  | 11 juillet 2021 - Stade de Wembley, Londres | 11 juillet 2021 - Stade de Wembley, Londres |
|  | Italie                                       | 2 juillet 2021 - Stade Krestovski, St-Pétersbourg |            | 2 ap    |                                        |                                        |  |  | 6 juillet 2021 - Stade de Wembley, Londres | 6 juillet 2021 - Stade de Wembley, Londres |  |  | 11 juillet 2021 - Stade de Wembley, Londres | 11 juillet 2021 - Stade de Wembley, Londres |
|  | Autriche                                     | 1                                                 |            |         |                                        |                                        |  |  | 6 juillet 2021 - Stade de Wembley, Londres | 6 juillet 2021 - Stade de Wembley, Londres |  |  | 11 juillet 2021 - Stade de Wembley, Londres | 11 juillet 2021 - Stade de Wembley, Londres |
|  | Autriche                                     | 1                                                 | Italie     | 1tab(4) |                                        |                                        |  |  |                                            |                                            |  |  | 11 juillet 2021 - Stade de Wembley, Londres | 11 juillet 2021 - Stade de Wembley, Londres |
|  | 28 juin 2021 - Arena Națională, Bucarest     |                                                   | Italie     | 1tab(4) |                                        |                                        |  |  |                                            |                                            |  |  | 11 juillet 2021 - Stade de Wembley, Londres | 11 juillet 2021 - Stade de Wembley, Londres |
|  |                                              | Espagne                                           | 1ap (2)    |         |                                        |                                        |  |  |                                            |                                            |  |  | 11 juillet 2021 - Stade de Wembley, Londres | 11 juillet 2021 - Stade de Wembley, Londres |
|  | France                                       | Espagne                                           | 1ap (2)    | 3ap(4)  |                                        |                                        |  |  |                                            |                                            |  |  | 11 juillet 2021 - Stade de Wembley, Londres | 11 juillet 2021 - Stade de Wembley, Londres |
|  | France                                       | 7 juillet 2021 - Stade de Wembley, Londres        |            | 3ap(4)  |                                        |                                        |  |  |                                            |                                            |  |  | 11 juillet 2021 - Stade de Wembley, Londres | 11 juillet 2021 - Stade de Wembley, Londres |
|  | Suisse                                       | 3tab(5)                                           |            |         |                                        |                                        |  |  |                                            |                                            |  |  | 11 juillet 2021 - Stade de Wembley, Londres | 11 juillet 2021 - Stade de Wembley, Londres |
|  | Suisse                                       | 3tab(5)                                           | Suisse     | 1ap(1)  |                                        |                                        |  |  |                                            |                                            |  |  | 11 juillet 2021 - Stade de Wembley, Londres | 11 juillet 2021 - Stade de Wembley, Londres |
|  | 28 juin 2021 - Parken Stadium, Copenhague    |                                                   | Suisse     | 1ap(1)  |                                        |                                        |  |  |                                            |                                            |  |  | 11 juillet 2021 - Stade de Wembley, Londres | 11 juillet 2021 - Stade de Wembley, Londres |
|  |                                              | Espagne                                           | 1tab(3)    |         |                                        |                                        |  |  |                                            |                                            |  |  | 11 juillet 2021 - Stade de Wembley, Londres | 11 juillet 2021 - Stade de Wembley, Londres |
|  | Croatie                                      | Espagne                                           | 1tab(3)    | 3       |                                        |                                        |  |  |                                            |                                            |  |  | 11 juillet 2021 - Stade de Wembley, Londres | 11 juillet 2021 - Stade de Wembley, Londres |
|  | Croatie                                      | 3 juillet 2021 - Stadio Olimpico, Rome            |            | 3       |                                        |                                        |  |  |                                            |                                            |  |  | 11 juillet 2021 - Stade de Wembley, Londres | 11 juillet 2021 - Stade de Wembley, Londres |
|  | Espagne                                      | 5 ap                                              |            |         |                                        |                                        |  |  |                                            |                                            |  |  | 11 juillet 2021 - Stade de Wembley, Londres | 11 juillet 2021 - Stade de Wembley, Londres |
|  | Espagne                                      | 5 ap                                              | Italie     | 1tab(3) |                                        |                                        |  |  |                                            |                                            |  |  |                                             |                                             |
|  | 29 juin 2021 - Hampden Park, Glasgow         |                                                   | Italie     | 1tab(3) |                                        |                                        |  |  |                                            |                                            |  |  |                                             |                                             |
|  |                                              | Angleterre                                        | 1ap (2)    |         |                                        |                                        |  |  |                                            |                                            |  |  |                                             |                                             |
|  | Suède                                        | Angleterre                                        | 1ap (2)    | 1       |                                        |                                        |  |  |                                            |                                            |  |  |                                             |                                             |
|  | Suède                                        |                                                   |            | 1       |                                        |                                        |  |  |                                            |                                            |  |  |                                             |                                             |
|  | Ukraine                                      | 2 ap                                              |            |         |                                        |                                        |  |  |                                            |                                            |  |  |                                             |                                             |
|  | Ukraine                                      | 2 ap                                              | Ukraine    | 0       |                                        |                                        |  |  |                                            |                                            |  |  |                                             |                                             |
|  | 29 juin 2021 - Stade de Wembley, Londres     |                                                   | Ukraine    | 0       |                                        |                                        |  |  |                                            |                                            |  |  |                                             |                                             |
|  |                                              | Angleterre                                        | 4          |         |                                        |                                        |  |  |                                            |                                            |  |  |                                             |                                             |
|  | Angleterre                                   | Angleterre                                        | 4          | 2       |                                        |                                        |  |  |                                            |                                            |  |  |                                             |                                             |
|  | Angleterre                                   | 3 juillet 2021 - Stade olympique, Bakou           |            | 2       |                                        |                                        |  |  |                                            |                                            |  |  |                                             |                                             |
|  | Allemagne                                    | 0                                                 |            |         |                                        |                                        |  |  |                                            |                                            |  |  |                                             |                                             |
|  | Allemagne                                    | 0                                                 | Angleterre | 2 ap    |                                        |                                        |  |  |                                            |                                            |  |  |                                             |                                             |
|  | 27 juin 2021 - Stade Ferenc-Puskás, Budapest |                                                   | Angleterre | 2 ap    |                                        |                                        |  |  |                                            |                                            |  |  |                                             |                                             |
|  |                                              | Danemark                                          | 1          |         |                                        |                                        |  |  |                                            |                                            |  |  |                                             |                                             |
|  | Pays-Bas                                     | Danemark                                          | 1          | 0       |                                        |                                        |  |  |                                            |                                            |  |  |                                             |                                             |
|  | Pays-Bas                                     |                                                   |            | 0       |                                        |                                        |  |  |                                            |                                            |  |  |                                             |                                             |
|  | Tchéquie                                     | 2                                                 |            |         |                                        |                                        |  |  |                                            |                                            |  |  |                                             |                                             |
|  | Tchéquie                                     | 2                                                 | Tchéquie   | 1       |                                        |                                        |  |  |                                            |                                            |  |  |                                             |                                             |
|  | 26 juin 2021 - Johan Cruyff Arena, Amsterdam |                                                   | Tchéquie   | 1       |                                        |                                        |  |  |                                            |                                            |  |  |                                             |                                             |
|  |                                              | Danemark                                          | 2          |         |                                        |                                        |  |  |                                            |                                            |  |  |                                             |                                             |
|  | Pays de Galles                               | Danemark                                          | 2          | 0       |                                        |                                        |  |  |                                            |                                            |  |  |                                             |                                             |
|  | Pays de Galles                               |                                                   |            | 0       |                                        |                                        |  |  |                                            |                                            |  |  |                                             |                                             |
|  | Danemark                                     | 4                                                 |            |         |                                        |                                        |  |  |                                            |                                            |  |  |                                             |                                             |
|  | Danemark                                     | 4                                                 |            |         |                                        |                                        |  |  |                                            |                                            |  |  |                                             |                                             |

### Ligue des nations 2020-2021

#### Phase finale
|  | Demi-finales                               | Demi-finales                     |                        |   | Finale                            | Finale                            |
|  | Demi-finales                               | Demi-finales                     |                        |   | Finale                            | Finale                            |
|  |                                            |                                  |                        |   |                                   |                                   |
|  | 6 octobre 2021 à San Siro, Milan           | 6 octobre 2021 à San Siro, Milan |                        |   | 10 octobre 2021 à San Siro, Milan | 10 octobre 2021 à San Siro, Milan |
|  | 6 octobre 2021 à San Siro, Milan           | 6 octobre 2021 à San Siro, Milan |                        |   | 10 octobre 2021 à San Siro, Milan | 10 octobre 2021 à San Siro, Milan |
|  | Italie                                     | 1                                |                        |   | 10 octobre 2021 à San Siro, Milan | 10 octobre 2021 à San Siro, Milan |
|  | Italie                                     | 1                                |                        |   | 10 octobre 2021 à San Siro, Milan | 10 octobre 2021 à San Siro, Milan |
|  | Espagne                                    | 2                                |                        |   | 10 octobre 2021 à San Siro, Milan | 10 octobre 2021 à San Siro, Milan |
|  | Espagne                                    | 2                                | Espagne                | 1 |                                   |                                   |
|  | 7 octobre 2021 au Juventus Stadium, Turin  |                                  | Espagne                | 1 |                                   |                                   |
|  |                                            | France                           | 2                      |   |                                   |                                   |
|  | Belgique                                   | France                           | 2                      | 2 |                                   |                                   |
|  | Belgique                                   |                                  |                        | 2 |                                   |                                   |
|  | France                                     | 3                                |                        |   |                                   |                                   |
|  | France                                     | 3                                | Match pour la 3e place |   |                                   |                                   |
|  |                                            |                                  |                        |   |                                   |                                   |
|  | 10 octobre 2021 au Juventus Stadium, Turin |                                  |                        |   |                                   |                                   |
|  |                                            |                                  |                        |   |                                   |                                   |
|  | Italie                                     | 2                                |                        |   |                                   |                                   |
|  | Italie                                     | 2                                |                        |   |                                   |                                   |
|  | Belgique                                   | 1                                |                        |   |                                   |                                   |
|  | Belgique                                   | 1                                |                        |   |                                   |                                   |

### Coupe du monde 2022

#### Éliminatoires (zone Europe, Groupe E)
| Rang | Équipe         | Pts | J | G | N | P | Bp | Bc | Diff |  | Résultats (▼ dom., ► ext.) |     |     |     |     |     |
| ---- | -------------- | --- | - | - | - | - | -- | -- | ---- |  | -------------------------- | --- | --- | --- | --- | --- |
| 1    | Belgique       | 20  | 8 | 6 | 2 | 0 | 25 | 6  | +19  |  | Belgique                   |     | 3-1 | 3-0 | 3-1 | 8-0 |
| 2    | Pays de Galles | 15  | 8 | 4 | 3 | 1 | 14 | 9  | +5   |  | Pays de Galles             | 1-1 |     | 1-0 | 0-0 | 5-1 |
| 3    | Tchéquie       | 14  | 8 | 4 | 2 | 2 | 14 | 9  | +5   |  | Tchéquie                   | 1-1 | 2-2 |     | 2-0 | 1-0 |
| 4    | Estonie        | 4   | 8 | 1 | 1 | 6 | 9  | 21 | -12  |  | Estonie                    | 2-5 | 0-1 | 2-6 |     | 2-0 |
| 5    | Biélorussie    | 3   | 8 | 1 | 0 | 7 | 7  | 24 | -17  |  | Biélorussie                | 0-1 | 2-3 | 0-2 | 4-2 |     |

- Sélection directement qualifiée pour la Coupe du monde 2022
- Sélection barragiste

### Classement mondial FIFA
| Classement | Équipe     | Score total (déc. 2021) | Points précédents (déc. 2020) | Évolution | Position        |
| ---------- | ---------- | ----------------------- | ----------------------------- | --------- | --------------- |
| 1          | Belgique   | 1 828,45                | 1 780                         | +48,45    | en stagnation   |
| 2          | Brésil     | 1 826,35                | 1 743                         | +83,35    | en augmentation |
| 3          | France     | 1 786,15                | 1 755                         | +31,15    | en diminution   |
| 4          | Angleterre | 1 755,52                | 1 670                         | +85,52    | en stagnation   |
| 5          | Argentine  | 1 750,51                | 1 642                         | +108,51   | en augmentation |

Source : FIFA.

## Les matchs
| Coupe du monde 2022 Éliminatoires - Groupe E                  | Belgique                                          | 3 - 1   | Pays de Galles | Stade Den Dreef Louvain, Belgique                    |                                                      |
| 24 mars 2021 · 20:45 heure locale · Historique des rencontres | De Bruyne 22e · T. Hazard 28e · Lukaku 73e (pen.) | (2 – 1) | Wilson 10e     | Spectateurs : 0 (huis clos) Arbitrage : Cüneyt Çakır | Spectateurs : 0 (huis clos) Arbitrage : Cüneyt Çakır |
| 24 mars 2021 · 20:45 heure locale · Historique des rencontres | Rapport (FIFA) Rapport (UEFA) Rapport (RBFA)      |         |                | Spectateurs : 0 (huis clos) Arbitrage : Cüneyt Çakır | Spectateurs : 0 (huis clos) Arbitrage : Cüneyt Çakır |

| Coupe du monde 2022 Éliminatoires - Groupe E                  | Tchéquie                                     | 1 - 1   | Belgique   | Eden Aréna Prague, Tchéquie                            |                                                        |
| 27 mars 2021 · 20:45 heure locale · Historique des rencontres | Provod 50e                                   | (0 – 0) | Lukaku 60e | Spectateurs : 0 (huis clos) Arbitrage : William Collum | Spectateurs : 0 (huis clos) Arbitrage : William Collum |
| 27 mars 2021 · 20:45 heure locale · Historique des rencontres | Rapport (FIFA) Rapport (UEFA) Rapport (RBFA) |         |            | Spectateurs : 0 (huis clos) Arbitrage : William Collum | Spectateurs : 0 (huis clos) Arbitrage : William Collum |

| Coupe du monde 2022 Éliminatoires - Groupe E                  | Belgique                                                                                | 8 - 0   | Biélorussie | Stade Den Dreef Louvain, Belgique                           |                                                             |
| 30 mars 2021 · 20:45 heure locale · Historique des rencontres | Batshuayi 14e · Vanaken 17e 89e · Trossard 38e 74e · Doku 42e · Praet 49e · Benteke 70e | (4 – 0) |             | Spectateurs : 0 (huis clos) Arbitrage : Donatas Rumšas (nl) | Spectateurs : 0 (huis clos) Arbitrage : Donatas Rumšas (nl) |
| 30 mars 2021 · 20:45 heure locale · Historique des rencontres | Rapport (FIFA) Rapport (UEFA) Rapport (RBFA)                                            |         |             | Spectateurs : 0 (huis clos) Arbitrage : Donatas Rumšas (nl) | Spectateurs : 0 (huis clos) Arbitrage : Donatas Rumšas (nl) |

Note : Première rencontre officielle entre les deux nations.
| Match amical                                                 | Belgique                      | 1 - 1   | Grèce         | Stade Roi Baudouin Laeken, Belgique                          |                                                              |
| 3 juin 2021 · 20:45 heure locale · Historique des rencontres | T. Hazard 20e                 | (1 – 0) | Tzavéllas 66e | Spectateurs : 0 (huis clos) Arbitrage : Fábio Veríssimo (nl) | Spectateurs : 0 (huis clos) Arbitrage : Fábio Veríssimo (nl) |
| 3 juin 2021 · 20:45 heure locale · Historique des rencontres | Rapport (UEFA) Rapport (RBFA) |         |               | Spectateurs : 0 (huis clos) Arbitrage : Fábio Veríssimo (nl) | Spectateurs : 0 (huis clos) Arbitrage : Fábio Veríssimo (nl) |

| Match amical                                                 | Belgique                      | 1 - 0   | Croatie | Stade Roi Baudouin Laeken, Belgique                   |                                                       |
| 6 juin 2021 · 20:45 heure locale · Historique des rencontres | Lukaku 38e                    | (1 – 0) |         | Spectateurs : 0 (huis clos) Arbitrage : Deniz Aytekin | Spectateurs : 0 (huis clos) Arbitrage : Deniz Aytekin |
| 6 juin 2021 · 20:45 heure locale · Historique des rencontres | Rapport (UEFA) Rapport (RBFA) |         |         | Spectateurs : 0 (huis clos) Arbitrage : Deniz Aytekin | Spectateurs : 0 (huis clos) Arbitrage : Deniz Aytekin |

| Championnat d'Europe 2020 Premier tour - Groupe B             | Belgique                      | 3 - 0   | Russie | Stade de Saint-Pétersbourg Saint-Petersbourg, Russie                                                    | |
| 12 juin 2021 · 22:00 heure locale · Historique des rencontres | Lukaku 10e 88e · Meunier 34e  | (2 – 0) |        | Spectateurs : 26 264 Arbitrage : Antonio Mateu Lahoz Arbitre vidéo : Alejandro Hernández Hernández (en) | Spectateurs : 26 264 Arbitrage : Antonio Mateu Lahoz Arbitre vidéo : Alejandro Hernández Hernández (en) |
| 12 juin 2021 · 22:00 heure locale · Historique des rencontres | Rapport (UEFA) Rapport (RBFA) |         |        | Spectateurs : 26 264 Arbitrage : Antonio Mateu Lahoz Arbitre vidéo : Alejandro Hernández Hernández (en) | Spectateurs : 26 264 Arbitrage : Antonio Mateu Lahoz Arbitre vidéo : Alejandro Hernández Hernández (en) |

| Championnat d'Europe 2020 Premier tour - Groupe B             | Danemark                      | 1 - 2   | Belgique                      | Parken Stadium Copenhague, Danemark                                                |                                                                                    |
| 17 juin 2021 · 18:00 heure locale · Historique des rencontres | Poulsen 2e                    | (1 – 0) | T. Hazard 55e · De Bruyne 70e | Spectateurs : 23 395 Arbitrage : Björn Kuipers Arbitre vidéo : Pol van Boekel (nl) | Spectateurs : 23 395 Arbitrage : Björn Kuipers Arbitre vidéo : Pol van Boekel (nl) |
| 17 juin 2021 · 18:00 heure locale · Historique des rencontres | Rapport (UEFA) Rapport (RBFA) |         |                               | Spectateurs : 23 395 Arbitrage : Björn Kuipers Arbitre vidéo : Pol van Boekel (nl) | Spectateurs : 23 395 Arbitrage : Björn Kuipers Arbitre vidéo : Pol van Boekel (nl) |

| Championnat d'Europe 2020 Premier tour - Groupe B             | Finlande                      | 0 - 2   | Belgique                        | Stade de Saint-Pétersbourg Saint-Petersbourg, Russie                          |                                                                               |
| 21 juin 2021 · 22:00 heure locale · Historique des rencontres |                               | (0 – 0) | Hrádecký 74e (csc) · Lukaku 81e | Spectateurs : 18 545 Arbitrage : Felix Brych Arbitre vidéo : Marco Fritz (en) | Spectateurs : 18 545 Arbitrage : Felix Brych Arbitre vidéo : Marco Fritz (en) |
| 21 juin 2021 · 22:00 heure locale · Historique des rencontres | Rapport (UEFA) Rapport (RBFA) |         |                                 | Spectateurs : 18 545 Arbitrage : Felix Brych Arbitre vidéo : Marco Fritz (en) | Spectateurs : 18 545 Arbitrage : Felix Brych Arbitre vidéo : Marco Fritz (en) |

| Championnat d'Europe 2020 Huitièmes de finale                 | Belgique                      | 1 - 0   | Portugal | Stade La Cartuja Séville, Espagne                                             |                                                                               |
| 27 juin 2021 · 21:00 heure locale · Historique des rencontres | T. Hazard 42e                 | (1 – 0) |          | Spectateurs : 11 504 Arbitrage : Felix Brych Arbitre vidéo : Marco Fritz (en) | Spectateurs : 11 504 Arbitrage : Felix Brych Arbitre vidéo : Marco Fritz (en) |
| 27 juin 2021 · 21:00 heure locale · Historique des rencontres | Rapport (UEFA) Rapport (RBFA) |         |          | Spectateurs : 11 504 Arbitrage : Felix Brych Arbitre vidéo : Marco Fritz (en) | Spectateurs : 11 504 Arbitrage : Felix Brych Arbitre vidéo : Marco Fritz (en) |

| Championnat d'Europe 2020 Quarts de finale                      | Belgique                      | 1 - 2   | Italie                    | Allianz Arena Munich, Allemagne                                                |                                                                                |
| 2 juillet 2021 · 21:00 heure locale · Historique des rencontres | Lukaku 45+2e (pen.)           | (1 – 2) | Barella 31e · Insigne 44e | Spectateurs : 12 984 Arbitrage : Slavko Vinčić Arbitre vidéo : Bastian Dankert | Spectateurs : 12 984 Arbitrage : Slavko Vinčić Arbitre vidéo : Bastian Dankert |
| 2 juillet 2021 · 21:00 heure locale · Historique des rencontres | Rapport (UEFA) Rapport (RBFA) |         |                           | Spectateurs : 12 984 Arbitrage : Slavko Vinčić Arbitre vidéo : Bastian Dankert | Spectateurs : 12 984 Arbitrage : Slavko Vinčić Arbitre vidéo : Bastian Dankert |

| Coupe du monde 2022 Éliminatoires - Groupe E                      | Estonie                                      | 2 - 5   | Belgique                                              | A. Le Coq Arena Tallinn, Estonie                                                                           | |
| 2 septembre 2021 · 21:45 heure locale · Historique des rencontres | Käit 2e · Sorga 83e                          | (1 – 2) | Vanaken 22e · Lukaku 29e 52e · Witsel 65e · Foket 76e | Spectateurs : 6 685 Arbitrage : Guillermo Cuadra Fernández (en) Arbitre vidéo : Juan Martínez Munuera (en) | Spectateurs : 6 685 Arbitrage : Guillermo Cuadra Fernández (en) Arbitre vidéo : Juan Martínez Munuera (en) |
| 2 septembre 2021 · 21:45 heure locale · Historique des rencontres | Rapport (FIFA) Rapport (UEFA) Rapport (RBFA) |         |                                                       | Spectateurs : 6 685 Arbitrage : Guillermo Cuadra Fernández (en) Arbitre vidéo : Juan Martínez Munuera (en) | Spectateurs : 6 685 Arbitrage : Guillermo Cuadra Fernández (en) Arbitre vidéo : Juan Martínez Munuera (en) |

| Coupe du monde 2022 Éliminatoires - Groupe E                      | Belgique                                     | 3 - 0   | Tchéquie | Stade Roi Baudouin Laeken, Belgique                                                 |                                                                                     |
| 5 septembre 2021 · 20:45 heure locale · Historique des rencontres | Lukaku 8e · Hazard 41e · Saelemaekers 65e    | (2 – 0) |          | Spectateurs : 21 416 Arbitrage : Michael Oliver Arbitre vidéo : Chris Kavanagh (en) | Spectateurs : 21 416 Arbitrage : Michael Oliver Arbitre vidéo : Chris Kavanagh (en) |
| 5 septembre 2021 · 20:45 heure locale · Historique des rencontres | Rapport (FIFA) Rapport (UEFA) Rapport (RBFA) |         |          | Spectateurs : 21 416 Arbitrage : Michael Oliver Arbitre vidéo : Chris Kavanagh (en) | Spectateurs : 21 416 Arbitrage : Michael Oliver Arbitre vidéo : Chris Kavanagh (en) |

Note : Romelu Lukaku fut honoré avant la rencontre pour sa 100e sélection pour les Diables Rouges.
| Coupe du monde 2022 Éliminatoires - Groupe E                      | Biélorussie                                  | 0 - 1   | Belgique  | Stade central Kazan, Russie                                                             |                                                                                         |
| 8 septembre 2021 · 21:45 heure locale · Historique des rencontres |                                              | (0 – 1) | Praet 33e | Spectateurs : 0 (huis clos) Arbitrage : Paweł Raczkowski (en) Arbitre vidéo : Paweł Gil | Spectateurs : 0 (huis clos) Arbitrage : Paweł Raczkowski (en) Arbitre vidéo : Paweł Gil |
| 8 septembre 2021 · 21:45 heure locale · Historique des rencontres | Rapport (FIFA) Rapport (UEFA) Rapport (RBFA) |         |           | Spectateurs : 0 (huis clos) Arbitrage : Paweł Raczkowski (en) Arbitre vidéo : Paweł Gil | Spectateurs : 0 (huis clos) Arbitrage : Paweł Raczkowski (en) Arbitre vidéo : Paweł Gil |

Note : Cette rencontre était censée se dérouler à Minsk mais la situation politique a poussé l'UEFA à délocaliser deux rencontres de la Biélorussie à Kazan en Russie, le 5 septembre 2021 face au pays de Galles et le 8 septembre 2021 contre la Belgique, car les équipes de l'Union européenne et du Royaume-Uni ne pouvaient se rendre en Biélorussie par avion à l'époque en raison des sanctions imposées par leurs gouvernements respectifs.
| Ligue des nations 2020-2021 Demi-finales                        | Belgique                      | 2 - 3   | France                                             | Juventus Stadium Turin, Italie                                                         |                                                                                        |
| 7 octobre 2021 · 20:45 heure locale · Historique des rencontres | Carrasco 37e · Lukaku 40e     | (2 – 0) | Benzema 62e · Mbappé 69e (pen.) · T. Hernandez 90e | Spectateurs : 12 409 Arbitrage : Daniel Siebert Arbitre vidéo : Christian Dingert (en) | Spectateurs : 12 409 Arbitrage : Daniel Siebert Arbitre vidéo : Christian Dingert (en) |
| 7 octobre 2021 · 20:45 heure locale · Historique des rencontres | Rapport (UEFA) Rapport (RBFA) |         |                                                    | Spectateurs : 12 409 Arbitrage : Daniel Siebert Arbitre vidéo : Christian Dingert (en) | Spectateurs : 12 409 Arbitrage : Daniel Siebert Arbitre vidéo : Christian Dingert (en) |

| Ligue des nations 2020-2021 Match pour la troisième place        | Italie                           | 2 - 1   | Belgique         | Juventus Stadium Turin, Italie                                                         |                                                                                        |
| 10 octobre 2021 · 15:00 heure locale · Historique des rencontres | Barella 46e · Berardi 65e (pen.) | (0 – 0) | De Ketelaere 86e | Spectateurs : 16 724 Arbitrage : Srđan Jovanović (en) Arbitre vidéo : Marco Fritz (en) | Spectateurs : 16 724 Arbitrage : Srđan Jovanović (en) Arbitre vidéo : Marco Fritz (en) |
| 10 octobre 2021 · 15:00 heure locale · Historique des rencontres | Rapport (UEFA) Rapport (RBFA)    |         |                  | Spectateurs : 16 724 Arbitrage : Srđan Jovanović (en) Arbitre vidéo : Marco Fritz (en) | Spectateurs : 16 724 Arbitrage : Srđan Jovanović (en) Arbitre vidéo : Marco Fritz (en) |

| Coupe du monde 2022 Éliminatoires - Groupe E                      | Belgique                                     | 3 - 1   | Estonie   | Stade Roi Baudouin Laeken, Belgique                                                       |                                                                                           |
| 13 novembre 2021 · 20:45 heure locale · Historique des rencontres | Benteke 11e · Carrasco 53e · Hazard 74e      | (1 – 0) | Sorga 70e | Spectateurs : 29 865 Arbitrage : Halil Umut Meler (nl) Arbitre vidéo : Mete Kalkavan (tr) | Spectateurs : 29 865 Arbitrage : Halil Umut Meler (nl) Arbitre vidéo : Mete Kalkavan (tr) |
| 13 novembre 2021 · 20:45 heure locale · Historique des rencontres | Rapport (FIFA) Rapport (UEFA) Rapport (RBFA) |         |           | Spectateurs : 29 865 Arbitrage : Halil Umut Meler (nl) Arbitre vidéo : Mete Kalkavan (tr) | Spectateurs : 29 865 Arbitrage : Halil Umut Meler (nl) Arbitre vidéo : Mete Kalkavan (tr) |

Note : Dries Mertens fut honoré avant la rencontre pour sa 100e sélection pour les Diables Rouges, atteinte lors de la rencontre du 17 juin face au Danemark.
| Coupe du monde 2022 Éliminatoires - Groupe E                      | Pays de Galles                               | 1 - 1   | Belgique      | Cardiff City Stadium Cardiff, Pays de Galles                                         |                                                                                      |
| 16 novembre 2021 · 19:45 heure locale · Historique des rencontres | Moore 32e                                    | (1 – 1) | De Bruyne 12e | Spectateurs : 32 343 Arbitrage : Artur Soares Dias Arbitre vidéo : Luís Godinho (nl) | Spectateurs : 32 343 Arbitrage : Artur Soares Dias Arbitre vidéo : Luís Godinho (nl) |
| 16 novembre 2021 · 19:45 heure locale · Historique des rencontres | Rapport (FIFA) Rapport (UEFA) Rapport (RBFA) |         |               | Spectateurs : 32 343 Arbitrage : Artur Soares Dias Arbitre vidéo : Luís Godinho (nl) | Spectateurs : 32 343 Arbitrage : Artur Soares Dias Arbitre vidéo : Luís Godinho (nl) |

## Les joueurs
| Joueurs              | Joueurs                | QCM 2022 | QCM 2022 | QCM 2022 | Amical | Amical | CE 2020 | CE 2020 | CE 2020 | CE 2020 | CE 2020 | QCM 2022 | QCM 2022 | QCM 2022 | LN 2021 | LN 2021 | QCM 2022 | QCM 2022 |
| -------------------- | ---------------------- | -------- | -------- | -------- | ------ | ------ | ------- | ------- | ------- | ------- | ------- | -------- | -------- | -------- | ------- | ------- | -------- | -------- |
| Gardiens de but      |                        |          |          |          |        |        |         |         |         |         |         |          |          |          |         |         |          |          |
| Thibaut Courtois     | Real Madrid            | 90       | 90       |          |        | 90     | 90      | 90      | 90      | 90      | 90      | 90       | 90       |          | 90      | 90      | 90       |          |
| Simon Mignolet       | Club Bruges KV         | r        | r        | 90       | 90+1e  | r      | r       | r       | r       | r       |         |          |          |          | r       | r       | r        |          |
| Koen Casteels        | VfL Wolfsbourg         | r        |          | r        |        |        |         |         |         |         |         | r        | r        | 90       | r       | r       | r        | 90       |
| Thomas Kaminski      | Blackburn Rovers       |          | r        | r        | r      |        |         |         |         |         | r       |          |          | r        |         |         |          | r        |
| Matz Sels            | RC Strasbourg          |          |          |          | 90+1e  | r      | r       | r       | r       | r       | r       | r        | r        | r        |         |         |          | r        |
| Défenseurs           |                        |          |          |          |        |        |         |         |         |         |         |          |          |          |         |         |          |          |
| Toby Alderweireld    | Tottenham Hotspur      | 90       | 90       | 90       | 82e    | 90     | 90      | 90      |         | 90 81e  | 90      | 83e      | 90       | 90       | 90      | 90 63e  |          |          |
| Thomas Vermaelen     | Vissel Kobe            | 46e      |          |          |        | 46e    | 77e     | 90+4e   | 90      | 90 72e  | 90      |          |          |          |         |         |          |          |
| Jan Vertonghen       | SL Benfica             | 90       | 90 72e   | 64e      |        | 46e    | 77e     | 90      | r       | 90      | 90      |          | 90 19e   |          | 90 67e  | 90 14e  | 90       | 85e      |
| Jason Denayer        | Olympique lyonnais     | 46e      | 90       | 46e      | 90     | 90     | r       | 90      | 90      | r       | r       | 90       | 90       | 90       | 90      | 90      | 90       |          |
| Brandon Mechele      | Club Bruges KV         |          | r        |          | r      | r      |         |         |         |         |         | r        |          | r        |         |         |          |          |
| Dedryck Boyata       | Hertha Berlin          |          |          | 46e      | 90     |        | 90      | r       | 90      | r       | r       | 90       | r        | 90       | r       | r       | r        | 90       |
| Zinho Vanheusden     | Genoa CFC              |          |          |          |        |        |         |         |         |         |         | r        | r        | r        |         |         |          |          |
| Arthur Theate        | Bologne FC             |          |          |          |        |        |         |         |         |         |         |          |          |          | r       | r       | r        | 85e      |
| Wout Faes            | Stade de Reims         |          |          |          |        |        |         |         |         |         |         |          |          |          |         |         |          | r        |
| Milieux de terrain   |                        |          |          |          |        |        |         |         |         |         |         |          |          |          |         |         |          |          |
| Thomas Meunier       | Borussia Dortmund      | 90       |          | 90       | 90     | r      | 27e     | 90      | 75e     | 90      | 69e     |          |          |          |         |         | 62e      | 85e      |
| Leander Dendoncker   | Wolverhampton          | 90       | 90       | 64e      | 90     | 81e    | 90      | 59e     | r       | 90+5e   | r       | 83e      | 81e      | 84e      | r       | r       | r        | 59e 82e  |
| Youri Tielemans      | Leicester City         | 90       | 90       | 71e      | 82e    | 90     | 90      | 90      | r       | 90      | 69e 21e |          | 81e      | 90       | 70e     | 59e     |          |          |
| Thorgan Hazard       | Borussia Dortmund      | 84e 75e  |          | 90       | 74e    | 71e    | 90      | 90+4e   |         | 90+5e   | 90      |          |          |          |         |         | 62e      | 90 71e   |
| Kevin De Bruyne      | Manchester City        | 90       | 90       | r        |        |        |         | 46e     | 90+1e   | 48e     | 90      |          |          |          | 90      | 59e     | 83e      | 90       |
| Thomas Foket         | Stade de Reims         | r        | 56e      |          |        |        |         |         |         |         |         | 66e      | r        | 84e      | r       |         |          |          |
| Hans Vanaken         | Club Bruges KV         | r        | r        | 90       | r      | 68e    |         |         | 90+1e   |         |         | 90       | 81e      | r        | 70e     | 90      | 90       | 90       |
| Dennis Praet         | Leicester City         | r        | r        | 71e      | 90     |        | 77e     | r       | r       | r       | 73e     | r        | r        | 90       |         |         |          |          |
| Timothy Castagne     | Leicester City         | 84e      | 90 25e   | r        | r      | 90     | 27e     |         |         |         |         | r        | 90       | 90       | 90+2e   | 90      | 90       | 59e      |
| Nacer Chadli         | Istanbul Başakşehir    |          | 56e      |          | 74e    | 71e    | r       |         | 90      |         | 69e 73e |          |          |          |         |         |          |          |
| Alexis Saelemaekers  | AC Milan               |          | r        | r        |        |        |         |         |         |         |         | 66e 61e  | 57e      | 84e      | r       | 59e     | 62e      | 59e 75e  |
| Yannick Carrasco     | Atlético Madrid        |          |          |          | 74e    | 81e    | 77e     | 59e     | r       | 87e     | r       | 83e      | 57e      |          | 90      | 87e     | 71e      | r        |
| Albert Sambi Lokonga | RSC Anderlecht         |          |          |          | r      |        |         |         |         |         |         | 74e      |          |          |         |         | r        | r        |
| Axel Witsel          | Borussia Dortmund      |          |          |          |        |        |         | 59e     | 90      | 90      | 90      | 90       | 90 71e   |          | 90      | 90 56e  | 90       | 90       |
| Attaquants           |                        |          |          |          |        |        |         |         |         |         |         |          |          |          |         |         |          |          |
| Dries Mertens        | SSC Naples             | 90+3e    | 56e      | r        | 46e    | 68e    | 72e     | 46e     | r       | 48e     | 69e     |          |          |          |         |         | 71e      | r        |
| Romelu Lukaku        | Inter Milan            | 90       | 90       | r        | 46e    | 90     | 90      | 90      | 84e     | 90      | 90      | 74e 47e  | 81e 76e  |          | 90      |         |          |          |
| Leandro Trossard     | Brighton & Hove Albion | 90+3e    | 56e      | 90       | 74e    |        | r       | r       | 75e     | r       | r       | 90       | 73e      | 60e      | 74e     | 87e     | r        | 85e      |
| Adnan Januzaj        | Real Sociedad          | r        | r        | 77e      |        |        |         |         |         |         |         |          |          |          |         |         |          |          |
| Christian Benteke    | Crystal Palace         | r        | r        | 64e      | r      | r      | r       | r       | 84e     | r       | r       | 74e      | r        | 76e      |         |         | 83e      | r        |
| Jérémy Doku          | Stade rennais          | r        | r        | 77e      | 46e    | 81e    | r       | r       | 76e     | r       | 90      |          |          |          |         |         |          |          |
| Michy Batshuayi      | Crystal Palace         | r        | r        | 64e      | 46e    | r      | r       | r       | 76e     | r       | r       | r        | 81e      | 84e 84e  | 90+2e   | 90      |          |          |
| Eden Hazard          | Real Madrid            |          |          |          |        | 81e    | 72e     | 59e     | 90      | 87e     |         | 74e      | 73e      | 60e      | 74e     |         | 62e      |          |
| Dodi Lukebakio       | VfL Wolfsbourg         |          |          |          |        |        |         |         |         |         |         | 83e      | 81e      | 76e      | r       | r       |          |          |
| Yari Verschaeren     | RSC Anderlecht         |          |          |          |        |        |         |         |         |         |         |          |          | r        |         |         |          |          |
| Charles De Ketelaere | Club Bruges KV         |          |          |          |        |        |         |         |         |         |         |          |          | r        | r       | 59e     | 83e      | 59e      |
| Divock Origi         | Liverpool              |          |          |          |        |        |         |         |         |         |         |          |          |          |         |         | 83e      | 59e      |
| Dante Vanzeir        | Union Saint-Gilloise   |          |          |          |        |        |         |         |         |         |         |          |          |          |         |         |          | 59e      |

Un « r » indique un joueur qui était parmi les remplaçants mais qui n'est pas monté au jeu.
1. 1 2 3 4  Première sélection officielle pour le joueur.
2. 1 2  Dernière sélection officielle pour le joueur.
3. 1 2 3 4 5 6  Premier but officiel pour le joueur.

## Aspects socio-économiques

### Audiences télévisuelles
| Jour de diffusion | Match                     | Compétition          | Diffuseur francophone | Téléspectateurs | Part d'audience | Diffuseur néerlandophone | Téléspectateurs | Part d'audience |
| ----------------- | ------------------------- | -------------------- | --------------------- | --------------- | --------------- | ------------------------ | --------------- | --------------- |
| 24 mars 2021      | Belgique - Pays de Galles | Coupe du monde       | La Une                | 788 382         | 48,4%           | VTM                      | 1 076 422       | 41,8%           |
| 27 mars 2021      | Tchéquie - Belgique       | Coupe du monde       | La Une                | 748 232         | 43,2%           | VTM                      | 1 116 088       | 46,8%           |
| 30 mars 2021      | Belgique - Biélorussie    | Coupe du monde       | La Une                | 780 698         | 47,5%           | VTM                      | 1 070 989       | 43,1%           |
| 3 juin 2021       | Belgique - Grèce          | Amical               | La Une                | 660 429         | 47,5%           | VTM                      | 938 540         | 41,6%           |
| 6 juin 2021       | Belgique - Croatie        | Amical               | La Une                | 755 852         | 50,5%           | VTM                      | 1 170 751       | 50,1%           |
| 12 juin 2021      | Belgique - Russie         | Championnat d'Europe | La Une                | 1 319 002       | 71,9%           | Één                      | 1 747 412       | 73,1%           |
| 17 juin 2021      | Danemark - Belgique       | Championnat d'Europe | La Une                | 1 400 081       | 80,4%           | Één                      | 1 805 970       | 80,3%           |
| 21 juin 2021      | Finlande - Belgique       | Championnat d'Europe | La Une                | 1 460 485       | 73,4%           | Één                      | 2 128 994       | 75,2%           |
| 27 juin 2021      | Belgique - Portugal       | Championnat d'Europe | La Une                | 1 541 677       | 79,4%           | Één                      | 2 388 939       | 81,7%           |
| 2 juillet 2021    | Belgique - Italie         | Championnat d'Europe | La Une                | 1 473 335       | 77,8%           | Één                      | 2 117 636       | 81,8%           |
| 2 septembre 2021  | Estonie - Belgique        | Coupe du monde       | La Une                | 674 826         | 47,8%           | VTM                      | 770 451         | 33,9%           |
| 5 septembre 2021  | Belgique - Tchéquie       | Coupe du monde       | La Une                | 716 723         | 52,4%           | VTM                      | 907 558         | 49,7%           |
| 8 septembre 2021  | Biélorussie - Belgique    | Coupe du monde       | La Une                | 617 353         | 44,3%           | VTM                      | 710 153         | 36,3%           |
| 7 octobre 2021    | Belgique - France         | Ligue des nations    | RTL TVI               | 1 117 516       | 62,2%           | VTM                      | 1 243 261       | 47,6%           |
| 10 octobre 2021   | Italie - Belgique         | Ligue des nations    | RTL TVI               | 389 214         | 44,7%           | VTM                      | 518 594         | n.c.            |
| 13 novembre 2021  | Belgique - Estonie        | Coupe du monde       | La Une                | 673 307         | 38,0%           | VTM                      | 1 010 037       | 46,7%           |
| 16 novembre 2021  | Pays de Galles - Belgique | Coupe du monde       | La Une                | 700 515         | 43,8%           | VTM                      | 802 522         | 29,8%           |

Source : CIM.

## Sources

### Statistiques
1. ↑  « CLASSEMENT MASCULIN », sur fifa.com, FIFA, 23 décembre 2021 (consulté le 26 décembre 2021)
2. ↑  « RÉSULTATS PUBLICS », sur cim.be, CIM